# NGC 394
 NGC 394 là một thiên hà dạng hạt đậu nằm trong chòm sao Song Ngư. Nó được phát hiện vào ngày 26 tháng 10 năm 1854 bởi RJ Mitchell. Nó được Dreyer mô tả là "mờ nhạt, nhỏ, 50 arcsec về phía đông bắc của II 218.", với II 218 là NGC 392.